# Wayut
Wayut is een bestuurslaag in het regentschap Madiun van de provincie Oost-Java, Indonesië. Wayut telt 4975 inwoners (volkstelling 2010).